# 奥伯劳
奥伯劳是德国巴伐利亚州的一个市镇。总面积17.86平方公里，总人口3004人，其中男性1487人，女性1517人（2011年12月31日），人口密度168人/平方公里。